# Vietnam i olympiska sommarspelen 1952
Vietnam deltog med åtta deltagare vid de olympiska sommarspelen 1952 i Helsingfors. Ingen av landets deltagare erövrade någon medalj.